# Elijah Winnington
Elijah Jack Winnington (Gold Coast, 5 maggio 2000) è un nuotatore australiano, specializzato nello stile libero.

## Biografia
Ha rappresentato l'Australia ai Giochi olimpici estivi sia a Tokyo 2020, dove ha vinto la medaglia di bronzo nella 4x200 metri stile libero, sia a Parigi 2024, dove invece si è aggiudicato la medaglia d'argento nei 400 metri stile libero ed ha confermato il bronzo in staffetta.

## Palmarès
| Anno | Manifestazione          | Sede         | Evento             | Risultato | Prestazione | Note  |
| ---- | ----------------------- | ------------ | ------------------ | --------- | ----------- | ----- |
| 2019 | Mondiali giovanili      | Indianapolis | 200m sl            | Bronzo    | 1'46"81     |       |
| 2019 | Mondiali giovanili      | Indianapolis | 4x100m sl          | Bronzo    | 3'18"55     |       |
| 2019 | Mondiali giovanili      | Indianapolis | 4x100m misti mista | Bronzo    | 3'28"57     |       |
| 2018 | Giochi del Commonwealth | Gold Coast   | 4x200m sl          | Oro       | 7'05"97     |       |
| 2021 | Giochi olimpici         | Tokyo        | 200m sl            | 22º       | 1'46"99     |       |
| 2021 | Giochi olimpici         | Tokyo        | 400m sl            | 7º        | 3'45"20     |       |
| 2021 | Giochi olimpici         | Tokyo        | 4x200m sl          | Bronzo    | 7'01"84     | [ 1 ] |
| 2022 | Mondiali                | Budapest     | 400m sl            | Oro       | 3'41"22     |       |
| 2022 | Mondiali                | Budapest     | 4x200m sl          | Argento   | 7'03"50     |       |
| 2022 | Giochi del Commonwealth | Birmingham   | 200m sl            | Bronzo    | 1'45"62     |       |
| 2022 | Giochi del Commonwealth | Birmingham   | 400m sl            | Oro       | 3'43"06     |       |
| 2022 | Giochi del Commonwealth | Birmingham   | 4x100m sl          | Oro       | 3'11"12     |       |
| 2022 | Giochi del Commonwealth | Birmingham   | 4x200m sl          | Oro       | 7'04"96     |       |
| 2023 | Mondiali                | Fukuoka      | 4x200m sl          | Bronzo    | 7'02"13     | [ 1 ] |
| 2024 | Mondiali                | Doha         | 400m sl            | Argento   | 3'42"96     |       |
| 2024 | Mondiali                | Doha         | 800m sl            | Argento   | 7'42"95     |       |
| 2024 | Giochi olimpici         | Parigi       | 400m sl            | Argento   | 3'42"21     |       |
| 2024 | Giochi olimpici         | Parigi       | 4x200 m sl         | Bronzo    | 7'01"98     |       |
| 2024 | Mondiali in vasca corta | Budapest     | 400 m sl           | Oro       | 3'35"89     |       |
| 2024 | Mondiali in vasca corta | Budapest     | 4x200 m sl         | Argento   | 6'45"54     |       |